# Jared Joyce
Jared Joyce (* 19. Mai 1988) ist ein ehemaliger südafrikanischer Eishockeyspieler, der seine gesamte Karriere bei den Johannesburg Scorpions in der Gauteng Province Hockey League spielte.

## Karriere
Jared Joyce begann seine Karriere als Eishockeyspieler in der Saison 2004/05 bei den Johannesburg Scorpions, für die er am Spielbetrieb der Gauteng Province Hockey Legue teilnahm und mit denen er die Meisterschaft 2008 gewann. 

### International
Für Südafrika nahm Joyce im Juniorenbereich an den U18-Weltmeisterschaften der Division III 2004 und 2006 und der Division II 2005 sowie an den U20-Junioren-Weltmeisterschaften 2005 und 2008 jeweils in der Division III teil. 
Im Seniorenbereich stand er im Aufgebot Südafrikas bei der Weltmeisterschaft der Division II 2006 und der Weltmeisterschaft der Division III 2008, bei der er mit seiner Mannschaft den Aufstieg in die Division II erreichte.

## Erfolge und Auszeichnungen
- 2004 Aufstieg in die Division II bei der U18-Weltmeisterschaft der Division III
- 2008 Meister der Gauteng Province Hockey League mit den Johannesburg Scorpions
- 2008 Aufstieg in die Division II bei der Weltmeisterschaft der Division III